# Tõstamaa
Tõstamaa (německy Testama) je městečko v estonském kraji Pärnumaa, samosprávně patřící pod statutární město Pärnu.